# ماريا كابوفيلا
ماريا إستر هيريديا ليكارو دي كابوفيلا، المعروفة دوليًا باسم ماريا كابوفيلا (14 سبتمبر 1889 – 27 أغسطس 2006)، كانت مُعمًّرة إكوادورية، وفي وقت وفاتها عن عمر يناهز 116 عامًا و347 يومًا، تم الاعتراف بها من قبل موسوعة غينيس للأرقام القياسية كأكبر شخص على قيد الحياة في العالم.

## السيرة
ولدت ماريا إستر هيريديا ليكارو في غواياكيل، وكانت ابنة عقيد، وعاشت حياة بين النخبة من الطبقة العليا، وحضرت المناسبات الاجتماعية ودروس الفنون. لم تدخن قط ولم تشرب باعتدال.
في عام 1917، تزوجت من ضابط عسكري وبحار نمساوي، أنطونيو كابوفيلا (1864–1949). ولد أنطونيو من أصل إيطالي في بولا، النمسا والمجر (بولا، كرواتيا حاليًا). انتقل إلى تشيلي في عام 1894 ثم إلى الإكوادور في عام 1910. بعد وفاة زوجته الأولى، تزوج ماريا حتى وفاته في عام 1949. أنجبا معًا خمسة أطفال، كان ثلاثة منهم لا يزالون على قيد الحياة وقت وفاة ماريا: هيلدا (81 عامًا)، وإيرما (79 عامًا) والابن أنيبال (77 عامًا). كان لديها أيضًا اثني عشر حفيدًا وعشرين حفيدًا وحفيدان من أحفاد أحفادها.
في سن المائة، كادت كابوفيلا أن تموت وأُجريت لها طقوسها الأخيرة، لكنها كانت خالية من المشاكل الصحية منذ ذلك الحين. في ديسمبر 2005، كانت ماريا في سن 116 عامًا تتمتع بصحة جيدة لشخص في سنها وكانت تشاهد التلفزيون وتقرأ الصحيفة وتمشي دون مساعدة من عصا (على الرغم من أنها كانت تتلقى مساعدة من مساعد). لم تتمكن كابوفيلا من مغادرة منزلها في العامين السابقين لوفاتها، وشاركت منزلها مع ابنتها الكبرى هيلدا وزوج ابنتها. في مقابلة إعلامية، ذكرت كابوفيلا كراهيتها لحقيقة أنه يُسمح للنساء في الوقت الحاضر بمغازلة الرجال، وليس العكس.
ولكن في مارس 2006، تدهورت صحة كابوفيلا، ولم تعد قادرة على قراءة الصحيفة. وكادت تتوقف عن الكلام ولم تعد قادرة على المشي إلا عندما يساعدها شخصان. ومع ذلك، كانت كابوفيلا قادرة على الجلوس على كرسيها ومروحة نفسها، وكانت بخير حتى أصيبت بنوبة من الالتهاب الرئوي في الأسبوع الأخير من أغسطس 2006، قبل 18 يومًا من احتفالها بعيد ميلادها السابع عشر بعد المائة.

## سجلات العمر
تم تقديم سجلات كابوفيلا إلى موسوعة غينيس في 27 أغسطس 2005، قبل عام واحد بالضبط من وفاتها عن عمر يناهز 115 عامًا و347 يومًا، وتم تسميتها أكبر شخص في العالم من قبل موسوعة غينيس للأرقام القياسية في 9 ديسمبر 2005 عن عمر يناهز 116 عامًا و86 يومًا، وبالتالي حلت محل كل من هندريكي فان أنديل شيبر من هولندا والتي يُعتقد أنها أكبر شخص في العالم من 29 مايو 2004 إلى 30 أغسطس 2005، عندما توفيت، وإليزابيث بولدن من الولايات المتحدة، والتي يُعتقد أنها أكبر شخص في العالم من 30 أغسطس 2005 إلى 9 ديسمبر 2005. تمت إضافة كابوفيلا إلى موقع موسوعة غينيس في 12 أبريل 2006 عن عمر يناهز 116 عامًا و210 أيام.
في وقت وفاتها عن عمر يناهز 116 عامًا و347 يومًا، كان يُعتقد في الأصل أن كابوفيلا كانت رابع أكبر شخص تم التحقق من عمره على الإطلاق. ومع ذلك، نظرًا للتحقق من صحة ديلفيا ويلفورد البالغة من العمر 117 عامًا في 29 أبريل 2023، فهذا يعني أنها كانت خامس أكبر شخص. كانت كابوفيلا أكبر شخص تم التحقق من عمره في أمريكا الجنوبية حتى تجاوزت فرانسيسكا سيلسا دوس سانتوس من البرازيل عمرها في 4 أكتوبر 2021 وتوفيت في اليوم التالي. كانت ماريا كابوفيلا أيضًا آخر شخص حي تم التحقق من ولادته في ثمانينيات القرن التاسع عشر.
بعد وفاتها في 27 أغسطس 2006، خلفتها إليزابيث بولدن كأكبر شخص معمر في العالم. أصبحت بولدن ثاني شخص فقط يعتبر أكبر شخص معمر في العالم في مناسبتين (كانت الفرنسية وحاملة الرقم القياسي العالمي على مر العصور جين كالمينت هي الأولى).

## وصلات خارجية
- The word from the world's oldest person (with photo)
- World's Oldest Woman dies at 116
- Ecuadoran woman who once drank donkey milk is now world's oldest (with family photo)
- Ecuadorean woman, 116, is world's oldest (story notes Mrs Capovilla walks with assistance, not unaided)